# Хасан ибн Мухаммад Аль Тани
Хассан бин Мохамед бин Али Аль-Тани (араб. حسن بن محمد بن علي آل ثاني‎; род. 1960) — катарский художник, коллекционер, исследователь и преподаватель в области современного искусства арабского мира, Индии и Азии. Он является также вице-председателем Ведомства музеев Катара, советником по вопросам культуры в Qatar Foundation и основателем Матхафа: Арабского музея современного искусства.

## Образование
Шейх Хассан обучался на курсе "Искусство XX века" в Катарском университете в середине 1980-х годов. В это время было мало сведений об арабском современном искусстве и не существовало ни одного учреждения, посвящённого арабскому современному искусству во всём регионе Ближнего Востока и Северной Африки. Шейх Хассан решил создать собственную коллекцию предметов арабского современного искусства, покровительствуя и продвигая художников этого направления, и тем самым развивая свои знания о нём.

## Коллекционирование
В 1986 году шейх Хассан стал собирать свою собственную коллекцию предметов арабского современного искусства. Первой купленной его работой была перевёрнутая пирамида художника Юсефа Ахмада. через 26 лет его коллекция выросла до 6 000 предметов искусства, приобретённых преимущественно у катарских, ливанских, египетских, сирийских и иракских художников. Ныне его коллекция охватывает все периоды развития современного искусства на Ближнем Востоке с 1840-х годов по настоящее время.
В 1994 году шейх Хассан открыл частный музей и стал помогать и спонсировать арабских художников, особое внимание уделяя иракским, пострадавшим в результате Войны в Персидском заливе. В 2004 году он передал свою коллекцию Qatar Foundation и в 2009 году она поступила в распоряжение Ведомства музеев Катара.

## Матхаф
Когда шейх Хассан начинал собирать свою коллекцию, его планом было создание института или учреждения, заботившегося бы о его коллекции и осуществлявшего бы доступа к ней со стороны исследователей, студентов и любителей искусства. В декабре 2010 года его план материализовался в результате открытия Матхафа: Арабского музея современного искусства, первого музея на Ближнем Востоке, посвящённого этому направлению в искусстве. В музее ныне хранится все коллекция шейха Хассана.